# 大分県立総合文化センター
大分県立総合文化センター（おおいたけんりつそうごうぶんかセンター）は、大分県大分市のOASISひろば21内にある複合文化施設である。酒造メーカーの三和酒類が命名権を取得し、iichiko総合文化センターと呼ばれている。

## 概要
旧大分県立病院跡地に1998年に完成した複合施設OASISひろば21の文化施設部分であり、老朽化した大分県立芸術会館の代替施設としての役割を担っている。

### 命名権
2005年4月から酒造メーカーの三和酒類が命名権を取得しており、主力商品である「いいちこ」の名を冠して、大分県立総合文化センターがiichiko総合文化センターと呼ばれているほか、同センター内の各施設にも"iichiko"が冠されている。命名権の契約は2010年4月と2015年4月にそれぞれ5年契約の形で延長され、2020年4月には2年契約で延長されており、現時点では2022年3月まで引き続き現在の愛称が用いられる。年間契約額は税別5,000万円とされている。

### リニューアル
2023年（令和5年）4月1日から天井の耐震改修等工事のため利用休止となっていたが、2024年にグランシアタと音の泉ホールの利用を再開することになった。
リニューアル後、車椅子用の座席スペースはグランシアタで33台に、音の泉ホールで16台となる。

## センター内の施設

### グランシアタ
いわゆる大ホールにあたる。愛称は、iichiko グランシアタ。三面舞台で座席数は1,966席（固定席1,918席、脱着可能33席（車いす席21席として使用可能）、車いす専用席12席）である。残響可変装置により、残響時間は約1.5秒から2秒まで微調整可能である。

### 音の泉ホール
いわゆる中ホールにあたる。愛称は、iichiko 音の泉ホール。シューボックス型のコンサートホールで、座席数は710席（うち車いす席6席）。残響時間は1.5秒から1.8秒まで可変できる。

### アトリウムプラザ
愛称は、iichiko アトリウムプラザ。エントランスに設けられた1400m2の空間で、ミニコンサートや展示会等が行われる。

### Space Be
愛称は、iichiko Space Be。練習室、映像小ホール、県民ギャラリー、文化情報ラウンジ等の総称である。
- リハーサル室
iichikoグランシアタの舞台のアクティングエリアとほぼ同じ広さを持つリハーサル室。
- 練習室
大・中・小合計9室の練習室が設けられている。
- 映像小ホール
映画上映や、映像を利用する会議や講演が可能な小ホール。
- 県民ギャラリー
- 国際交流プラザ
- 文化情報ラウンジ

### 会議室
4階部分に6つの会議室が設けられている。

## アクセス
- 大分駅から徒歩8分